# Energía eólica en Escocia

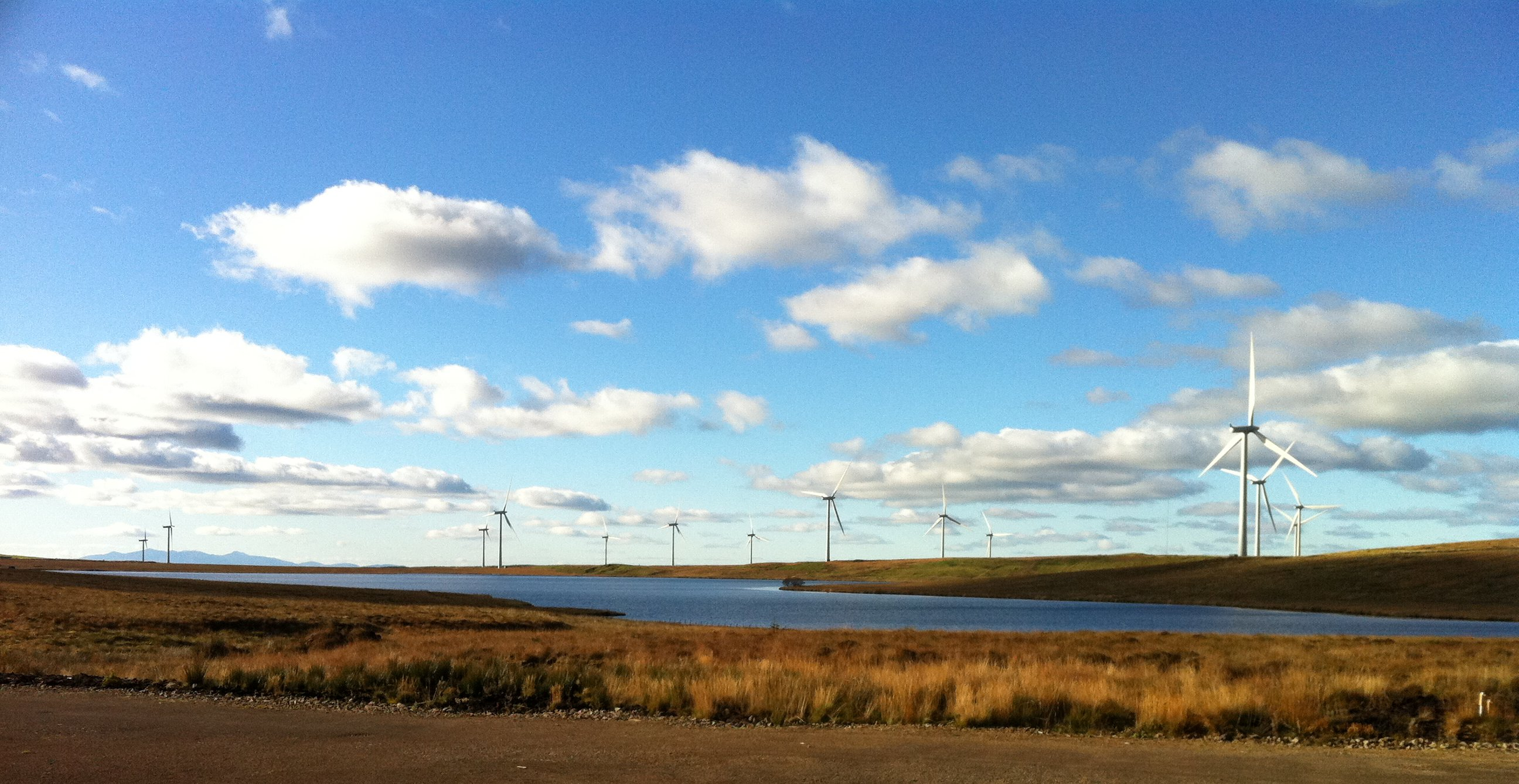
Parque eólico de Whitelee en la isla de Arran en el fondo.

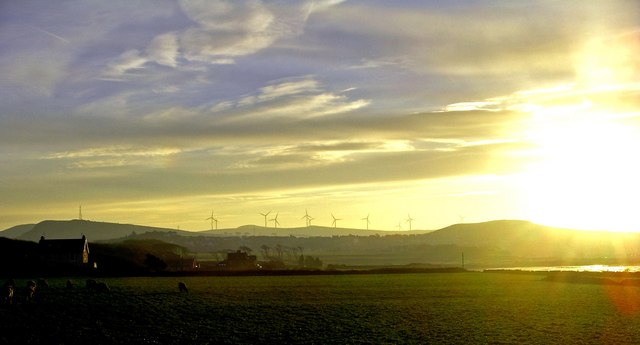
El parque eólico de Ardrossan desde Portencross, justo después del amanecer

La energía eólica en Escocia es la tecnología de energía renovable de más rápido crecimiento, con 5328 MW de potencia eólica instalada a marzo de 2015. Esto incluyó 5131 MW de energía eólica terrestre en Escocia y 197 MW de generadores eólicos marinos.
Existe un mayor potencial de expansión, especialmente en alta mar dada la alta velocidad promedio del viento, y se planea una serie de grandes parques eólicos marinos.
El gobierno escocés tiene el objetivo de generar el 50% de la electricidad de Escocia a partir de energía renovable para 2015 y el 100% para 2020, que se incrementó desde el 50% en septiembre de 2010. La mayoría de esto es probable que venga de la energía eólica.

## Historia
El domingo 7 de agosto de 2016, una combinación de viento fuerte y bajo consumo causó más generación de energía eólica (106%) que el consumo en Escocia. Las turbinas eólicas escocesas proporcionaron 39,545 MWh durante las 24 horas de esa fecha, mientras que el consumo fue de 37,202 MWh. Era la primera vez que las mediciones estaban disponibles para confirmar ese hecho. En promedio, durante todo el año, las energías renovables aportan más de la mitad de la energía de Escocia.

## Grandes parques eólicos

### Parque eólico de Black Law

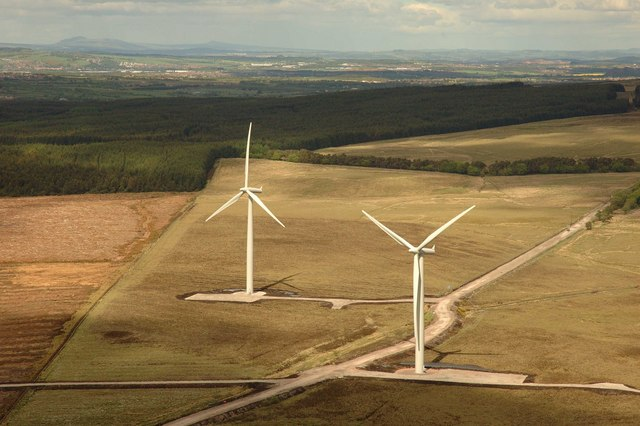
Dos de los aerogeneradores en el parque eólico de Black Law.

El parque eólico Black Law de 54 turbinas tiene una capacidad total de 124 MW. Se encuentra cerca de Forth en Lanarkshire y se construyó en una antigua mina de carbón a cielo abierto, con una capacidad original de 97 MW de 42 turbinas. Emplea a siete empleados permanentes en el sitio y creó 200 empleos durante la construcción. En una segunda fase se instalaron otras 12 turbinas. El proyecto ha recibido un amplio reconocimiento por su contribución a los objetivos ambientales. Durante el período comprendido entre abril de 2009 y marzo de 2010, el parque eólico Black Law produjo el 19,19% de su capacidad nominal.

### Parque Eólico Braes of Doune
El parque eólico Braes of Doune abrió sus puertas en 2007 y está ubicado cerca de Stirling . El parque eólico cuenta con 36 aerogeneradores Vestas de 2 MW. La granja fue construida y está dirigida por Airtricity .

### Parque Eólico Clyde

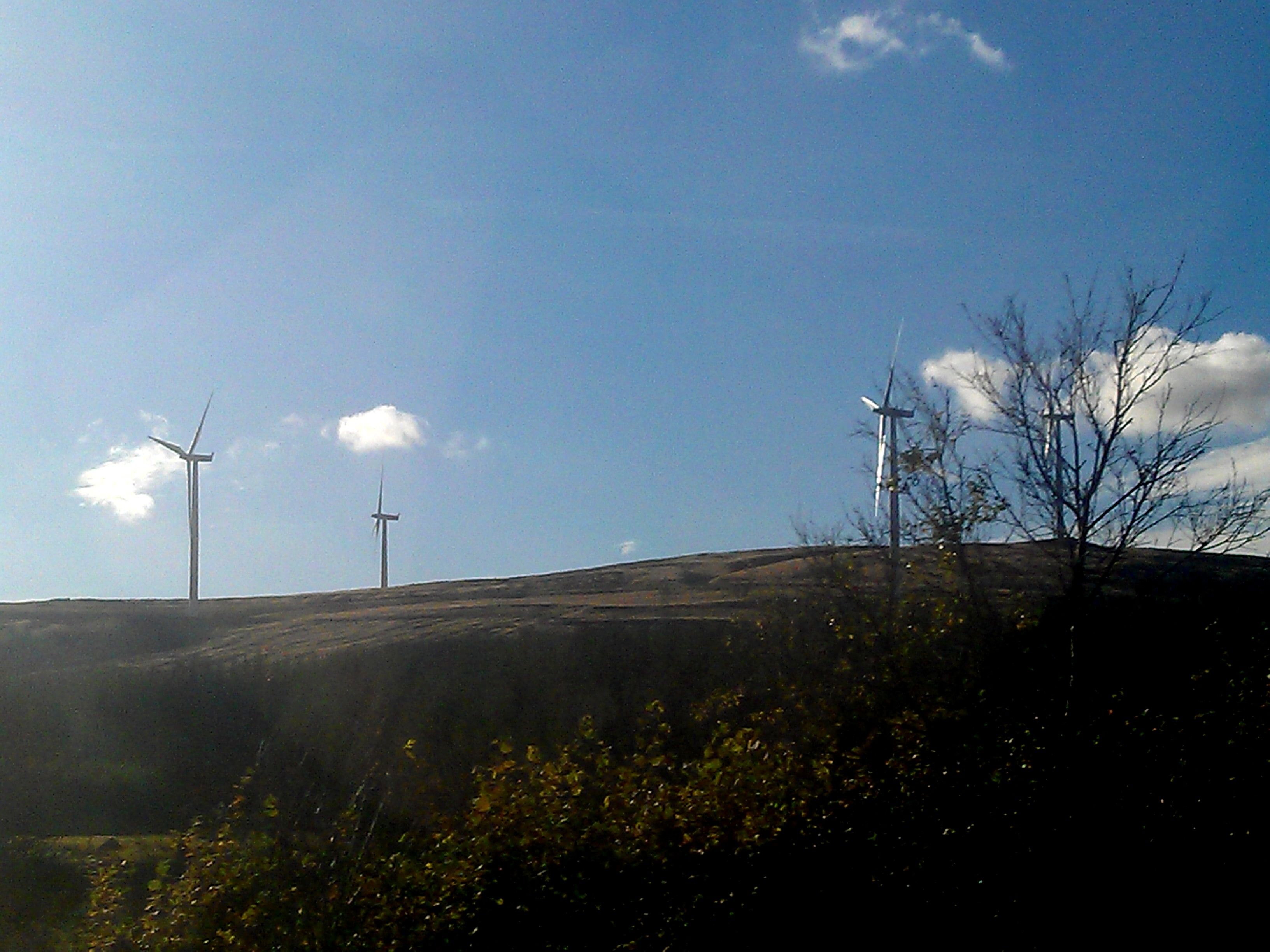
Parque Eólico Clyde

El parque eólico de Clyde es un parque eólico de 350 MW cerca de Abington en South Lanarkshire, Escocia. El proyecto de 152 turbinas de Scottish and Southern Energy, que fue aprobado por el Parlamento escocés en julio de 2008, es capaz de alimentar a 300.000 hogares. Se han construido turbinas a ambos lados de la autopista M74 . La construcción del parque eólico, que tiene un presupuesto de 600 millones de libras esterlinas, comenzó a principios de 2009 y finalizó en 2012. La granja fue inaugurada en un corte ceremonial por el Primer Ministro de Escocia, Alex Salmond, en septiembre de 2012.

### Parque de viento Crystal Rig
Crystal Rig Wind Farm es un parque eólico terrestre en operación ubicado en Lammermuir Hills, en la región de Scottish Borders en Escocia. Cuando se completó en mayo de 2004, fue el parque eólico más grande de Escocia. Como resultado de las 3 extensiones, actualmente es el segundo parque eólico más grande en el Reino Unido, tanto en términos de capacidad como de número de turbinas. Todo el sitio cuenta con 85 turbinas y una placa de identificación de 200.5.   MW.

### Parque Eólico Farr
El parque eólico de Farr se encuentra a unos 16 km al sur de Inverness y comprende 40 aerogeneradores con una capacidad instalada total de 92 MW. Cada año, el parque eólico genera suficiente electricidad limpia para satisfacer las necesidades anuales promedio de unas 54,000 casas.

### Parque Eólico Hadyard Hill

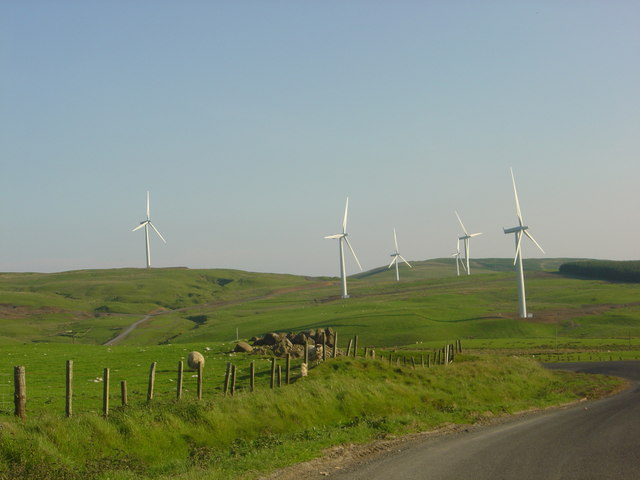
Parque eólico Hadyard Hill. Ubicado en la B734 entre Old Dailly y Barr.

El parque eólico de Hadyard Hill, propiedad y operado por Scottish and Southern Energy (SSE), se convirtió en el primer parque eólico en el Reino Unido con una capacidad de más de 100 MW. El parque eólico de 120 MW con 52 turbinas en South Ayrshire cuesta 85 millones de libras esterlinas y en un año genera suficiente electricidad para alimentar 80.000 hogares, suficiente para abastecer a todos los hogares en una ciudad del tamaño de York. Se espera que la producción de electricidad con cero emisiones de carbono en el parque eólico reduzca las emisiones de dióxido de carbono en casi 300.000 toneladas al año, lo que equivale a sacar 70.000 automóviles de la carretera.
Parque Eólico Novar
El parque eólico Novar es un parque eólico de 50 turbinas y 53,8 MW ubicado en las Tierras Altas de Escocia. Construido en 1997, Novar fue uno de los desarrollos anteriores de la generación eólica en tierra de Escocia. Proporcionó una contribución significativa a la economía local durante la construcción y a través de su Fondo de Beneficios Comunitarios. En 2010, se construyeron 16 turbinas adicionales, lo que llevó la capacidad de generación anual a 53.8MW.

### Parque eólico de Whitelee
El parque eólico de Whitelee, cerca de Eaglesham, East Renfrewshire es el parque eólico terrestre más grande del Reino Unido con 215 aerogeneradores Siemens y Alstom y una capacidad total de 539 MW.

Hay muchos otros grandes parques eólicos en tierra en Escocia, en diversas etapas de desarrollo, incluidos algunos que son propiedad de la comunidad . 

## En construcción o propuesta.

### Parque Eólico Vikingo
El Parque Eólico Viking en las Islas Shetland se propuso por primera vez como un proyecto de turbina de 600 MW 150 en 2009. Después de la reducción en el alcance debido a las preocupaciones ambientales sobre los efectos de la vida silvestre y la liberación de carbono en las turberas durante la construcción, así como la posible interferencia con los equipos en el aeropuerto de Scatsta, el esquema fue aprobado en 2012 como un esquema de 103 turbinas de 370 MW. Se espera que el esquema alcance altos factores de capacidad debido a las condiciones del viento en Shetland, ya que Burradale tiene un factor de capacidad de más del 50%.

## Parques eólicos marinos

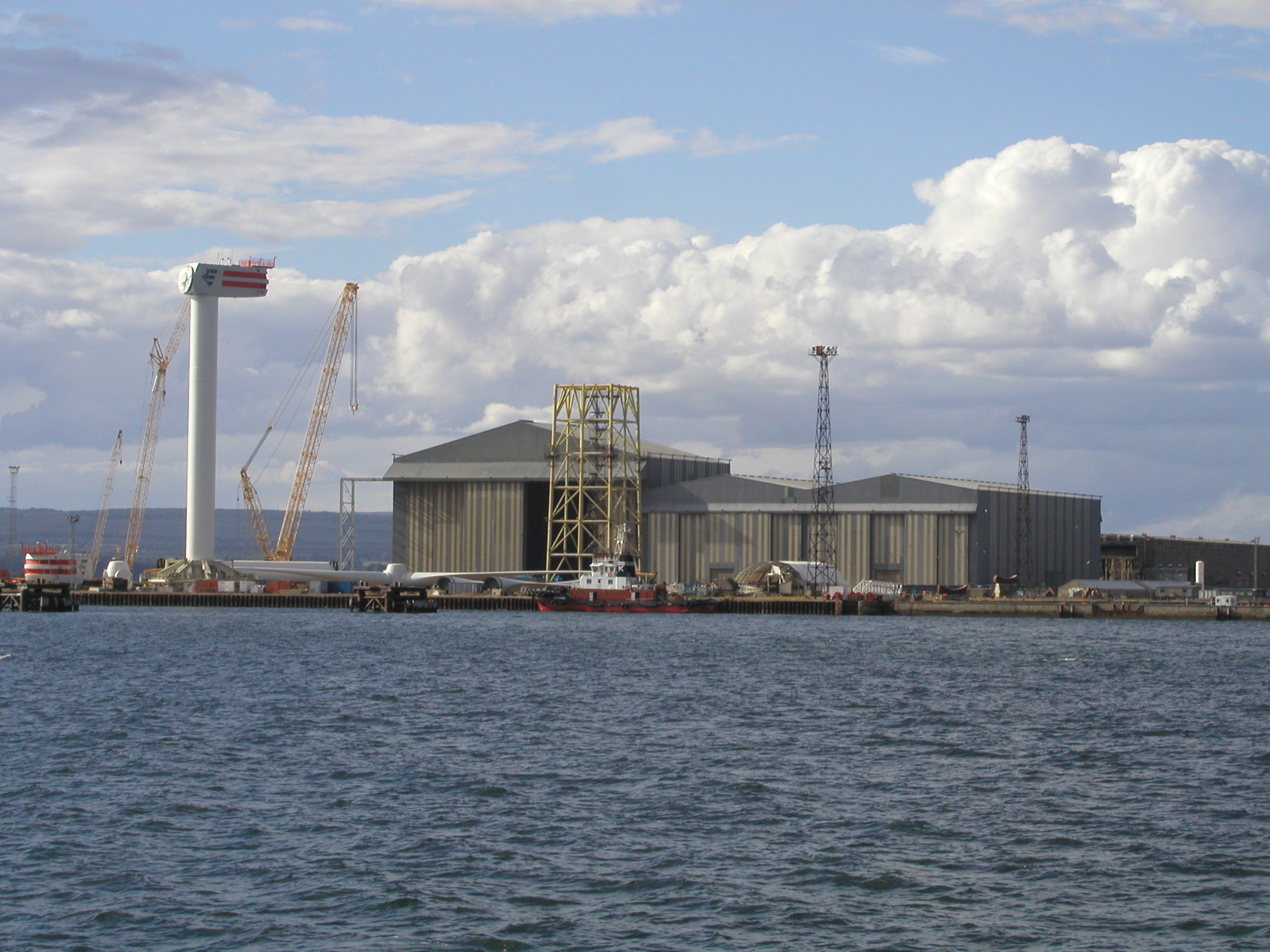
REPOTE 5 MW de aerogenerador en construcción en el patio de fabricación de Nigg en Cromarty Firth

La primera turbina eólica marina de Escocia se colocó cerca del campo petrolífero de Beatrice, a 24 km (15 mi; 13 nmi) de la costa este en Moray Firth, Mar del Norte, en agosto de 2006. Esta era la turbina eólica más grande del mundo en ese momento, una REpower 5M, con una potencia máxima de 5 MW. Una segunda turbina idéntica se unió a ella y el parque eólico comenzó a suministrar electricidad en agosto de 2007. A partir de febrero de 2010, el parque eólico de Beatrice es la instalación eólica marina más profunda y más septentrional del mundo.
Esta fue la primera vez que se probaron turbinas eólicas marinas tan grandes, y la primera vez que se montaron generadores de turbinas eólicas en una profundidad tan profunda (44   metros) agua. Estos grandes generadores de turbina eólica son ideales para el entorno marino debido a las altas velocidades constantes del viento y la mínima turbulencia. De acuerdo con las medidas históricas de la velocidad del viento en la ubicación offshore de Beatrice, se espera que las turbinas funcionen el 96% del tiempo (8440 horas por año), y con 10 MW de potencia total el 38% del tiempo (3300 horas por año) .
En enero de 2010 se adjudicaron contratos para una importante expansión de la energía eólica marina en los mares de Escocia. Moray Offshore Renewables desarrollará energía eólica marina en Moray Firth, y SeaGreen Wind Energy desarrollará energía eólica marina en Firth of Forth . Estos desarrollos podrían generar 1.000 aerogeneradores nuevos que generarán cerca de 5.000 MW de potencia. Los empleos "también podrían crearse en manufactura, investigación, ingeniería, instalación, operación y servicios". En julio de 2016, RSPB desafió el desarrollo en el Firth of Forth y Firth of Tay .

### Parque eólicoRobin Rigg
El parque eólico Robin Rigg en Solway Firth es el único parque eólico marino a escala comercial y operacional de Escocia, ubicado en Robin Rigg, un banco de arena a medio camino entre las costas de Galloway y Cumbria en Solway Firth . Cuenta con 60 aerogeneradores Vestas V90-3MW con una capacidad instalada total de 180 MW. Escocia también es sede de dos proyectos de demostración eólica marina: la turbina, el proyecto de demostración Beatrice de 10 MW ubicado en Moray Firth, y la turbina única, la turbina eólica Fife Energy Park de 7 MW en alta mar en Firth of Forth . También hay varios otros proyectos de escala comercial y de demostración en las etapas de planificación.

### Hywind Escocia
Hywind Scotland, es un parque eólico flotante de 15 millas (24,1 km)   fuera de Peterhead con una capacidad de 30 megavatios. Fabricado por Statoil, el parque eólico es el primero de su tipo, con las cinco turbinas unidas rígidamente al fondo marino con tres anclas. Construida entre julio y septiembre de 2017, la generación de energía comenzó en octubre de 2017.

## Propiedad comunitaria de parques eólicos.

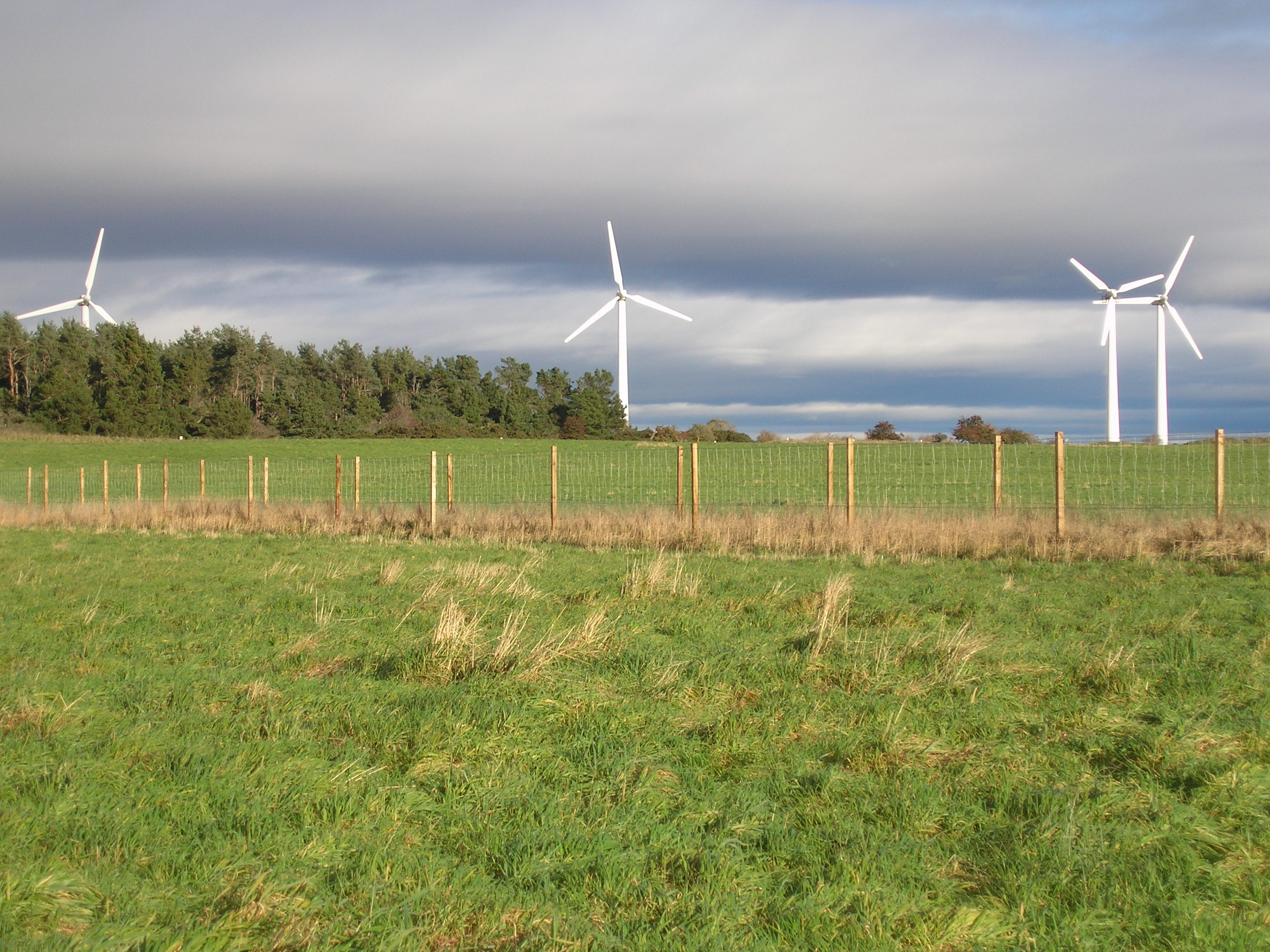
Los aerogeneradores en Findhorn, que hacen del Ecovillage un exportador neto de electricidad.

Los planes de propiedad comunitaria en Escocia incluyen uno en la Isla de Gigha . La Fundación del Patrimonio estableció Gigha Energía Renovable para comprar y operar tres Vestas V27 turbinas eólicas, conocidas localmente como Las señoras de baile o Creideas, Dóchas es Carthannas (gaélico para Fe, Esperanza y Caridad ). Fueron comisionados el 21 de enero de 2005 y son capaces de generar hasta 675   kW de potencia. Los ingresos se producen vendiendo la electricidad a la red a través de un intermediario llamado Green Energy UK. Los residentes de Gigha controlan todo el proyecto y las ganancias se reinvierten en la comunidad.
Findhorn Ecovillage tiene cuatro aerogeneradores Vestas que pueden generar hasta 750   kW. Esto hace a la comunidad exportadores netos de electricidad generada de forma renovable. La mayor parte de la generación se utiliza en el sitio con cualquier excedente exportado a National Grid .
La cooperativa Boyndie Wind Farm es parte del grupo Energy4All, que promueve la propiedad de la comunidad. Un número de otros esquemas apoyados por Community Energy Scotland están en trámite.

## Debate
La ubicación de las turbinas suele ser un problema, pero varias encuestas han demostrado una alta aceptación de la energía local por parte de la comunidad local en Escocia. La política pública existente con respecto a la energía eólica se ha convertido en un tema de debate en los últimos años.
En 2003, el Ejecutivo escocés encargó a MORI Scotland que realizara un estudio que examinara las actitudes de las personas que viven cerca de los parques eólicos escoceses. La encuesta mostró que las personas que viven cerca de los diez parques eólicos más grandes de Escocia apoyan enérgicamente que el viento produzca más de las necesidades energéticas de Escocia. El 82% quería un aumento en la electricidad generada por la energía eólica, mientras que más del 50% apoyó un aumento en el número de aerogeneradores en su parque eólico local. El 20% dice que su parque eólico local ha tenido un impacto ampliamente positivo en el área, en lugar de un impacto negativo (7%).
Una encuesta realizada en 2005, y encargada por la industria de energía renovable, mostró que el 74% de las personas en Escocia están de acuerdo en que los parques eólicos son necesarios para satisfacer las necesidades de energía actuales y futuras. Cuando se hizo la misma pregunta a las personas en un estudio de Scottish Renewables realizado en 2010, el 78% estuvo de acuerdo. El aumento es significativo ya que en 2010 hubo el doble de parques eólicos que en 2005. La encuesta de 2010 también mostró que el 52% no estaba de acuerdo con la afirmación de que los parques eólicos son "feos y una mancha en el paisaje". El 59% estuvo de acuerdo en que los parques eólicos eran necesarios y que su aspecto carecía de importancia. El estudio de 2010 sugiere que la mayoría de las personas en Escocia apoyan la energía limpia . Sin embargo, esta encuesta ha sido ampliamente criticada por su metodología, ya que utilizó una escala de ponderación de tal manera que la opinión de aquellos que vivían más cerca de los parques eólicos fue calificada como de menor importancia.

 En 2013, una encuesta de energía de YouGov concluyó que: 
 La nueva investigación de YouGov para Scottish Renewables muestra que los escoceses tienen el doble de probabilidades de favorecer la energía eólica frente al gas de esquisto. Más de seis de cada diez (62%) personas en Escocia dicen que apoyarían proyectos eólicos a gran escala en su área local, más del doble quienes dijeron que serían generalmente para gas de esquisto (24%) y casi el doble que para energía nuclear (32%). La energía hidroeléctrica es la fuente de energía más popular para proyectos a gran escala en Escocia, con una mayoría abrumadora (80%) a favor.  

### Estética y cuestiones ambientales.

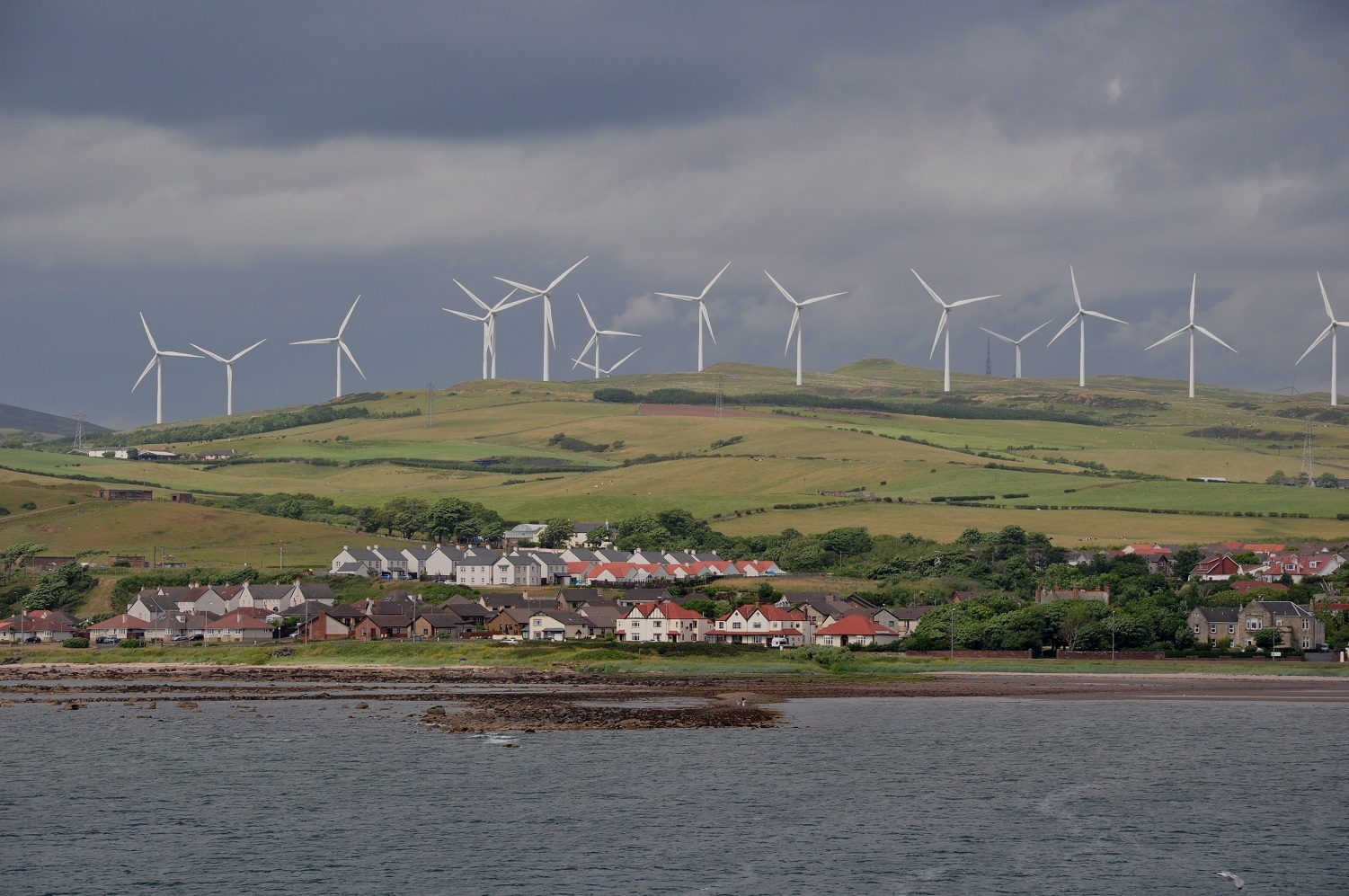
El parque eólico de Ardrossan.

La ubicación de los aerogeneradores a veces ha sido un problema, ya que la mayoría de las personas están preocupadas por el valor de los paisajes naturales. John Muir Trust ha declarado que "las mejores opciones de energía renovable alrededor de las tierras silvestres son a pequeña escala, ubicadas con sensibilidad y adyacentes a las comunidades que se benefician directamente de ellas". Un esquema a pequeña escala propuesto por North Harris Development Trust ha sido respaldado por John Muir Trust. Una encuesta realizada en 2013 por John Muir Trust sugiere que al 75% de los escoceses les gustaría ver sus áreas silvestres protegidas de un mayor desarrollo. Los desarrolladores de parques eólicos a veces ofrecen "fondos de beneficios comunitarios" para ayudar a abordar las desventajas que enfrentan quienes viven adyacentes a los parques eólicos.
El parque eólico de Ardrossan, en la costa oeste de Escocia, ha sido "abrumadoramente aceptado por la población local". En lugar de arruinar el paisaje, la gente local cree que ha mejorado el área. Según uno de los concejales de la ciudad: "Las turbinas tienen un aspecto impresionante, aportan un efecto calmante a la ciudad y, contrariamente a la creencia de que serían ruidosas, hemos descubierto que son caballos de trabajo silenciosos".
El parque eólico Black Law de 90 millones de libras esterlinas se encuentra cerca de Forth en Lanarkshire y se construyó en un antiguo yacimiento de carbón a cielo abierto que se restauró completamente en humedales poco profundos durante el programa de construcción. Emplea a siete empleados permanentes en el sitio y creó 200 empleos durante la construcción.
Sin embargo, las preocupaciones sobre la ubicación inadecuada de las turbinas han sido expresadas por grupos en Fife, en particular, donde el número de aplicaciones de planificación para turbinas ha aumentado considerablemente. Esto también se aplica a Berwickshire, que alberga el segundo parque eólico más grande del Reino Unido, Crystal Rig Wind Farm, donde se ubicarán cientos de turbinas más, en contra de los deseos de muchos residentes del condado, y del John Muir Trust
Además, la ubicación de las turbinas en áreas ambientalmente sensibles ha provocado la muerte de aves migratorias y nativas, como en Harris, donde un visitante raro en Escocia, una cola de garganta de garganta blanca, fue presenciada por una turbina.
Inevitablemente, algunas emisiones de carbono se producen durante la construcción y el transporte. Las cantidades precisas involucradas son motivo de controversia. Los fabricantes suelen indican que las emisiones de carbono están 'pagados' dentro de 3-18 meses de producción, pero la investigación reciente afirma que las turbinas situadas en turba pantanos crean las emisiones accidentales que pueden aumentar este a 8 años o más. Un análisis financiero de 2013 de empresas de servicios públicos, como el SSE (anteriormente Scottish and Southern Electricity), concluyó que los servicios públicos estaban causando una hemorragia de efectivo. La construcción de parques eólicos por parte de la industria de generación eléctrica llevó a la duplicación de las centrales eléctricas existentes que aún se necesitaban como respaldo sin aumentar la base de clientes de servicios públicos o su producción.
Scottish Natural Heritage ha declarado que el desmantelamiento de las estructuras de turbinas envejecidas en el futuro sería más perjudicial para el medio ambiente que dejar las bases en su lugar, por lo que ensuciaría la tierra salvaje de Escocia con concreto que, aunque podría cubrirse con tierra vegetal, podría "oxidarse". y la posterior tinción / contaminación "y daría lugar a daños irreversibles en las turberas sensibles en las que se construyen muchas. Alternativamente, se podrían construir nuevos parques eólicos en el mismo sitio, minimizando el daño general.

### Impactos del turismo
Algunos parques eólicos escoceses se han convertido en atractivos turísticos. Según una encuesta realizada en 2002 por MORI Escocia, "nueve de cada diez turistas que visitan algunos de los lugares de belleza más importantes de Escocia dicen que la presencia de parques eólicos no hace ninguna diferencia en el disfrute de sus vacaciones, y el doble de personas volverían a un área Debido a la presencia de un parque eólico que se mantendría alejado ". El centro de visitantes del parque eólico de Whitelee tiene una sala de exposiciones, un centro de aprendizaje, una cafetería con mirador y también una tienda. Está dirigido por el Centro de Ciencias de Glasgow .
También se han realizado estudios de impacto económico que analizan el impacto del desarrollo de la energía eólica terrestre en el sector del turismo local. Esto encontró que los parques eólicos no dañaron el empleo en el sector del turismo en las áreas circundantes al parque eólico y, de hecho, en la mayoría de los estudios de caso, el sector del turismo en el área local inmediata tuvo mejores resultados que en la autoridad local en general.
Un estudio de 2016 no encontró conexión entre el turismo y la energía eólica.

## Variabilidad del viento
La mayoría de las turbinas en la Unión Europea producen electricidad a un promedio del 25% de su potencia máxima nominal debido a la variabilidad de los recursos eólicos, pero el régimen eólico de Escocia proporciona un factor de capacidad promedio del 31% o más en las costas oeste y norte. El factor de carga registrado para el parque eólico de North Rhins en tierra cerca de Stranraer fue del 40%, lo que es típico de los parques eólicos en tierra firme bien situados. Un pequeño parque eólico en Shetland con cinco Vestas V47 660   Las turbinas de kW recientemente lograron un récord mundial de 58% de capacidad en el transcurso de un año. Este récord lo reclama el parque eólico Burradale, ubicado a las afueras de Lerwick y operado por Shetland Aerogenerators Ltd. Desde su apertura en 2000, los aerogeneradores de este parque eólico han tenido un factor de capacidad promedio del 52% y, según este informe, en 2005 alcanzaron un récord mundial del 57,9%. Sin embargo, un grupo de oposición escocés encontró 124 ocasiones distintas desde 2008 hasta 2010, cuando la producción eólica del país cayó a menos del 2% de la capacidad instalada. En las costas oeste y norte, el régimen de vientos de Escocia puede proporcionar un promedio del 40% o más.

## Potencial
Se estima que existen 11.5 GW de potencial eólico en tierra, suficientes para proporcionar aproximadamente 45 TWh de energía en un año, lo que permite la variabilidad del viento. Existe más del doble de esta cantidad en sitios en alta mar donde las velocidades medias del viento son mayores que en tierra. El potencial costa afuera total se estima en 25 GW, y aunque su instalación más costosa podría ser suficiente para proporcionar casi la mitad de la energía total utilizada en Escocia.

Según un informe reciente, el mercado eólico del mundo ofrece muchas oportunidades para las empresas escocesas, con un ingreso global total en los próximos cinco años estimado en 35.000 millones de libras esterlinas y previsión de crecimiento continuo hasta al menos 2025.
- Portal:Scotland. Contenido relacionado con Scotland.

- Energías renovables en Escocia
- Energías renovables en la Unión Europea